# 韦尔尼奥
韦尔尼奥（義大利語：Vernio），是意大利普拉托省的一个市镇。总面积63平方公里，人口6111人，人口密度97.0人/平方公里（2009年）。